# Église Sainte-Anne de Lehel
L'église Sainte-Anne du Lehel (Pfarrkirche St. Anna im Lehel) est une église catholique paroissiale de Munich située dans le quartier du Lehel (de). Elle a été construite en 1887-1892 selon les plans de Gabriel von Seidl. C'est l'un des exemples les plus réussis du style historiciste de la capitale de Bavière.

## Historique

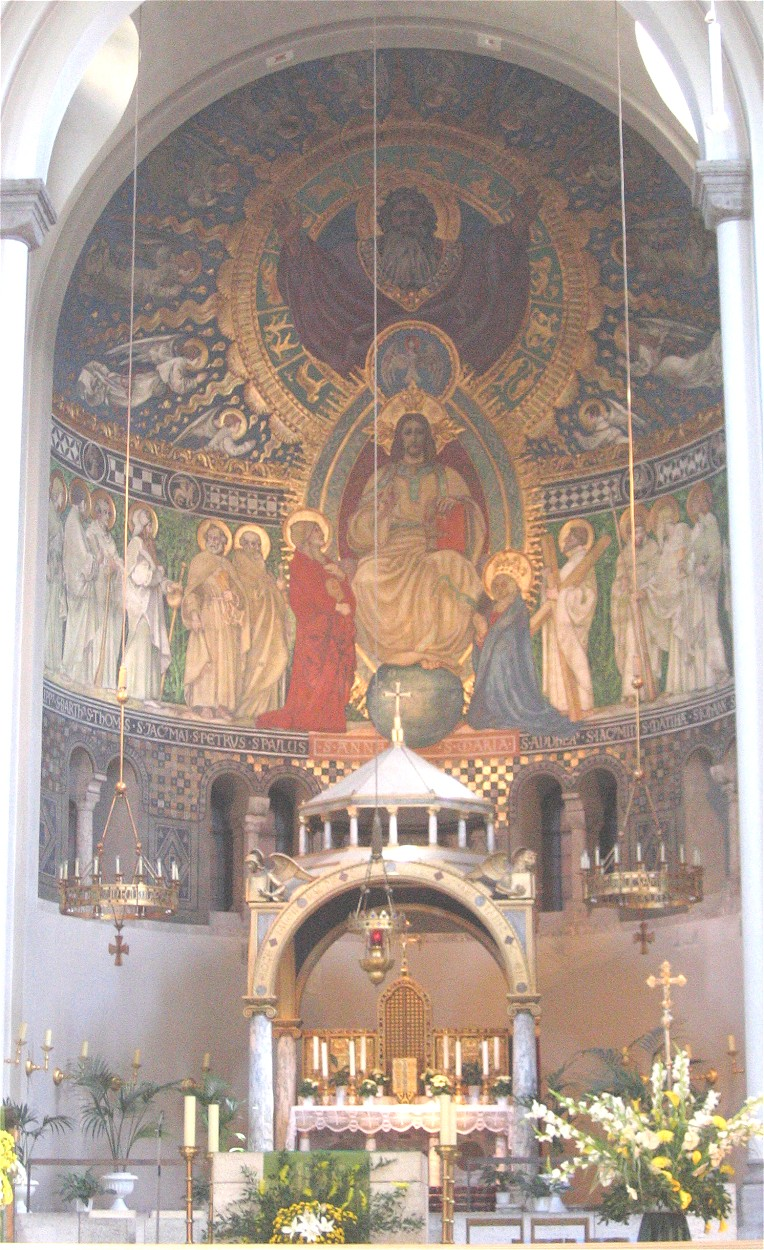
Fresque de l'abside (1898).

L'église se trouve en face de l'abbatiale Sainte-Anne du Lehel. Cette église se trouve bientôt trop petite au milieu du XIXe siècle, pour accueillir les fidèles du quartier en pleine expansion. Aussi est-il décidé de construire une autre église en face, dédiée elle aussi à sainte Anne, mère de la Vierge Marie. Cette nouvelle église est consacrée le 22 octobre 1892. Elle s'inspire du style roman rhénan, style qui à l'époque de l'Empire allemand, rappelait la puissance du Saint-Empire romain germanique avec ses cathédrales et ses basiliques. Un énorme clocher domine la façade ouest. Les vitraux sont de Carl de Bouché.
L'église a été touchée quatre fois par les bombardements de la fin de la Seconde Guerre mondiale. Elle est restaurée dans les années 1950 et réaménagée (avec travaux) dans les années 1970  pour respecter les normes de la nouvelle liturgie d'après-concile.
Les fresques néoromanes de Carl Johann Becker-Gundahl (de) (1856-1925) du chœur sont recouvertes de plâtre blanc et une grande partie du décor d'origine disparaît. Une partie des fresques est rétablie après 1984. Celle de l'abside derrière le maître-autel est remarquable; elle représente la Sainte Trinité entourée de sainte Anne et des apôtres. C'est l'œuvre de Rudolf von Seitz (1898).

## Quelques œuvres
- Fresque du maître-autel de Rudolf von Seitz (de), 1898
- Autels latéraux de Gabriel von Seidl
- Chemin de Croix de Martin Feuerstein, 1898
- Statue du Christ-Sauveur de Ferdinand Miller, 1910
- Le Jugement dernier, bas-relief du tympan, sculpté par Anton Pruska, 1892

## Source de la traduction
- (de) Cet article est partiellement ou en totalité issu de l’article de Wikipédia en allemand intitulé « Pfarrkirche St. Anna im Lehel » (voir la liste des auteurs).